# 太湖 (金門)

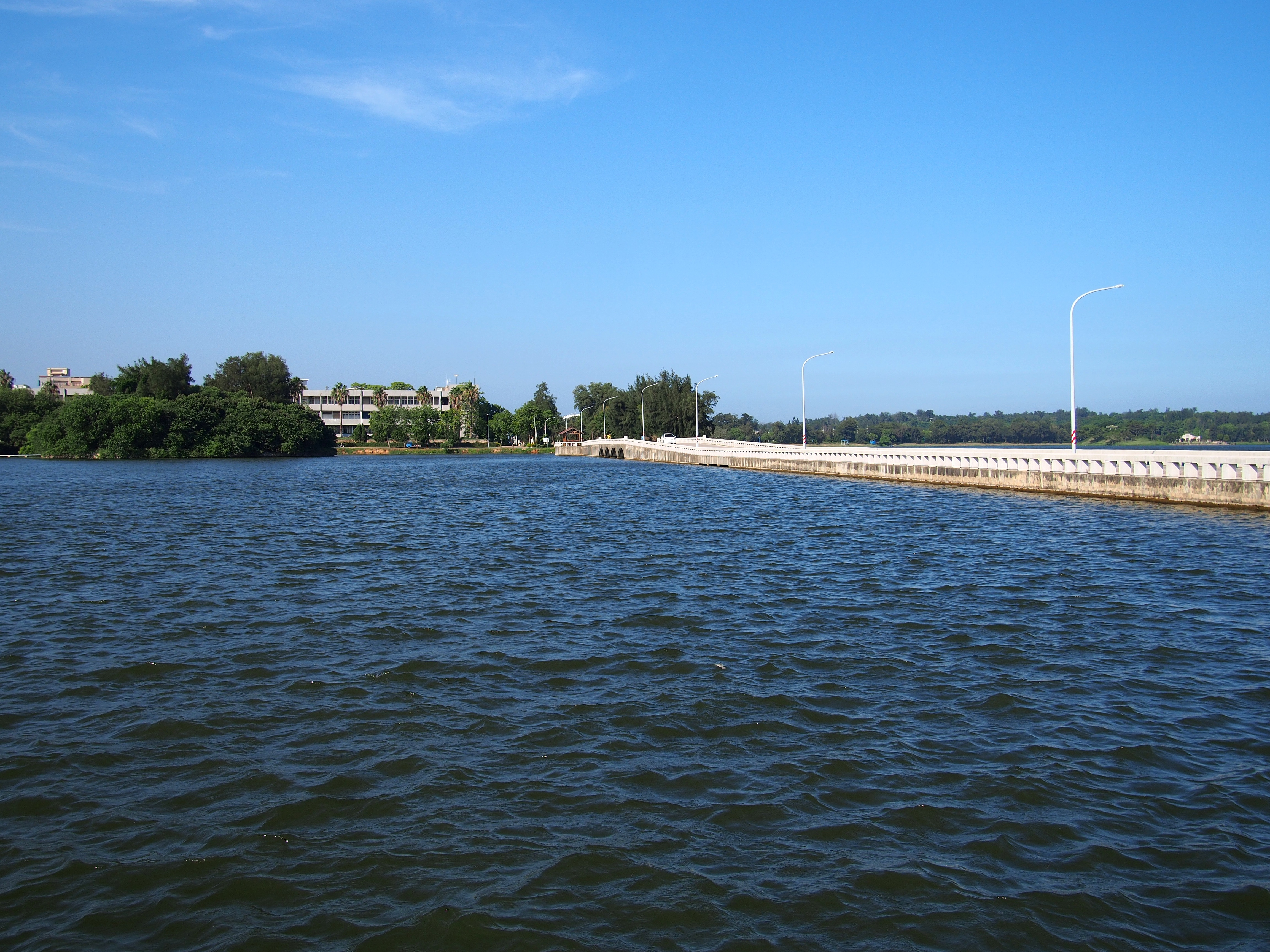
太湖

太湖，原名黃龍水庫，是位於中華民國金門縣金湖鎮的人工湖，面積約36公頃，蓄水114公噸，於1967年修築完成，是金門島上最大的人工淡水湖，主要供應金湖鎮的民生用水。
太湖包括大太湖及小太湖兩湖，相連處有太湖橋跨越而過。湖畔及鄰近地區設有太湖自行車道，可供當地居民及遊客休閒遊憩。以太湖為中心，結合周遭的中正紀念林、榕園、俞大維先生紀念館、八二三戰史館等景點，共同組成太湖遊憩區，佔地約45公頃。

## 自然生態
太湖水域加上附近的溝渠，因食物資源豐富、棲息地隱蔽，有許多水鳥在此棲息與覓食，常見鳥種有大中小白鷺、蒼鷺、翠鳥、鸕鶿、花嘴鴨等。另外太湖因湖庫面積廣大，加上水位穩定，是金門全島歐亞水獺族群數最穩定的地點。